# Großer Preis von Frankreich 1979
Der Große Preis von Frankreich 1979 (offiziell LXV Grand Prix de France) fand am 1. Juli auf dem Stade Automobile de Dijon-Prenois in der Nähe von Dijon statt und war das achte Rennen der Automobil-Weltmeisterschaft 1979.
Der Sieger Jean-Pierre Jabouille gewann im Heimrennen mit Chassis, Motor, Reifen und Treibstoffen aus heimischer Produktion. Bei diesem GP gewann erstmals ein 1500-Kubik-Turbomotor gegen die seit 1966 etablierten Dreiliter-Sauger, was durch mehrfaches gegenseitiges Überholen im Kampf um den zweiten Platz auch auf der Strecke sichtbar wurde. Während der Sieger relativ ungefährdet vorneweg fuhr, aber kaum im Gedächtnis blieb, lieferten sich Gilles Villeneuve im Ferrari und René Arnoux im zweiten Renault-Turbo ein packendes Duell. Bei einer Leserwahl der Motorsport-Zeitschrift Motorsport aktuell im Dezember 2010 wurde dieser Grand Prix zum Besten Formel-1-Rennen aller Zeiten gewählt.

## Berichte

### Hintergrund
Eigentlich war der Große Preis von Schweden wie in den Jahren zuvor für Mitte Juni vorgesehen gewesen. Da jedoch die beiden schwedischen Formel-1-Rennfahrer Ronnie Peterson und Gunnar Nilsson zwischenzeitlich nach Unfall und Krankheit verstorben waren, ging das Interesse der Zuschauer und Sponsoren dort derart zurück, dass das Rennen abgesagt wurde. Aufgrund dessen lag zwischen dem Großen Preis von Monaco und dem darauffolgenden WM-Lauf in Frankreich eine Pause von mehr als einem Monat.
Diese Unterbrechung wurde von vielfach für Testfahrten genutzt, um weitere Erfahrungswerte hinsichtlich der nach wie vor für die meisten Teams relativ neuen Wing-Car-Technik zu sammeln und die Rennwagen entsprechend zu modifizieren. Auch einige Personalwechsel fielen in diese Zeit, nachdem das Teilnehmerfeld während der ersten Saisonhälfte für damalige Verhältnisse erstaunlich konstant geblieben war, obwohl es das Concorde Agreement zu diesem Zeitpunkt noch nicht gab.
James Hunt hatte nach dem Monaco-GP überraschend seinen Rückzug aus der Formel 1 erklärt. Sein Nachfolger bei Walter Wolf Racing wurde Keke Rosberg, der bis zu diesem Zeitpunkt noch keinen Renneinsatz in der Saison 1979 absolviert hatte. Patrick Depailler, der sich bei Ligier in einer aussichtsreichen Position befand, hatte sich während eines Unfalls beim Gleitschirmfliegen beide Beine gebrochen und schied daher für den Rest der Saison aus. Seinen Platz nahm Jacky Ickx ein, der letztmals beim Großen Preis von Schweden 1978 in der Teilnehmerliste gestanden hatte und der somit nach fast einem Jahr Unterbrechung zu einem weiteren Formel-1-Comeback kam, nachdem er bereits zwischen dem Großen Preis von Monaco 1977 und 1978 nahezu ein Jahr lang keine Grand-Prix-Einsätze bestritten hatte. Derek Daly entschied sich aufgrund anhaltender Erfolglosigkeit bei Ensign Racing, in die Formel 2 zurückzukehren. Patrick Gaillard wurde anlässlich seines Heim-Grand-Prix als Ersatzmann unter Vertrag genommen.
Arturo Merzario, Héctor Rebaque und Bruno Giacomelli, die nicht am Monaco-GP teilgenommen hatten, kehrten ins Fahrerfeld zurück.

### Training
Renault sorgte nach mehreren Rückschlägen bei den zurückliegenden Einsätzen ausgerechnet beim Heimrennen für Furore, indem Jabouille die schnellste Trainingszeit fuhr, gefolgt von seinem Teamkollegen Arnoux. Villeneuve im Ferrari 312T4 und Brabham-Pilot Nelson Piquet bildeten die zweite Startreihe vor ihren jeweiligen Teamkollegen Jody Scheckter und Niki Lauda.

### Rennen
Da das ATS Racing Team seine Teilnahme am Rennen trotz erfolgreicher Qualifikation durch Hans-Joachim Stuck kurzfristig absagte, durfte der eigentlich nicht qualifizierte Elio de Angelis ins Starterfeld aufrücken.
Villeneuve übernahm zunächst die Führung vor Jabouille und Scheckter, während Arnoux nach einem schlechten Start auf den neunten Rang zurückfiel. Bis zur 10. Runde kämpfte er sich jedoch wieder bis auf den vierten Rang und bis zum 15. Umlauf bis auf den dritten Platz zurück. Er stellte damit abermals die Konkurrenzfähigkeit des neuen Renault RS10 unter Beweis.
Aufgrund von Handlingproblemen fiel Villeneuve in der 47. Runde hinter Jabouille auf den zweiten Rang zurück. In der 78. Runde wurde er von Arnoux überholt und es schien, als ob Renault den ersten Sieg der Teamgeschichte direkt als Doppelsieg würde feiern können. In der vorletzten Runde bekam es Arnoux jedoch mit Motorenproblemen zu tun. Villeneuve konnte dadurch wieder aufschließen und so kam es zwischen den beiden Kontrahenten während der letzten Runde zu einem der bemerkenswertesten Rad-an-Rad-Duelle der Formel-1-Geschichte, welches Villeneuve knapp für sich entschied und rund zwei Zehntelsekunden vor Arnoux die Ziellinie kreuzte.
Jabouille stellte den ersten Sieg eines turbogetriebenen Fahrzeugs in der Formel 1 sicher. Hinter Villeneuve und Arnoux belegten Alan Jones, Jean-Pierre Jarier und Clay Regazzoni die Plätze vier bis sechs.

## Meldeliste
| Team                          | Nr. | Fahrer                | Chassis        | Motor                     | Reifen |
| ----------------------------- | --- | --------------------- | -------------- | ------------------------- | ------ |
| Martini Racing Team Lotus     | 01  | Mario Andretti        | Lotus 80       | Ford Cosworth DFV 3.0 V8  | G      |
| Martini Racing Team Lotus     | 02  | Carlos Reutemann      | Lotus 79       | Ford Cosworth DFV 3.0 V8  | G      |
| Candy Tyrrell Team            | 03  | Didier Pironi         | Tyrrell 009    | Ford Cosworth DFV 3.0 V8  | G      |
| Candy Tyrrell Team            | 04  | Jean-Pierre Jarier    | Tyrrell 009    | Ford Cosworth DFV 3.0 V8  | G      |
| Parmalat Racing Team          | 05  | Niki Lauda            | Brabham BT48   | Alfa Romeo 1260 3.0 V12   | G      |
| Parmalat Racing Team          | 06  | Nelson Piquet         | Brabham BT48   | Alfa Romeo 1260 3.0 V12   | G      |
| Marlboro Team McLaren         | 07  | John Watson           | McLaren M28C   | Ford Cosworth DFV 3.0 V8  | G      |
| Marlboro Team McLaren         | 08  | Patrick Tambay        | McLaren M28C   | Ford Cosworth DFV 3.0 V8  | G      |
| ATS Wheels                    | 09  | Hans-Joachim Stuck    | ATS D2         | Ford Cosworth DFV 3.0 V8  | G      |
| Scuderia Ferrari SpA SEFAC    | 11  | Jody Scheckter        | Ferrari 312T4  | Ferrari 015 3.0 F12       | M      |
| Scuderia Ferrari SpA SEFAC    | 12  | Gilles Villeneuve     | Ferrari 312T4  | Ferrari 015 3.0 F12       | M      |
| Fittipaldi Automotive         | 14  | Emerson Fittipaldi    | Fittipaldi F5A | Ford Cosworth DFV 3.0 V8  | G      |
| Équipe Renault Elf            | 15  | Jean-Pierre Jabouille | Renault RS10   | Renault EF1 1.5 V6t       | M      |
| Équipe Renault Elf            | 16  | René Arnoux           | Renault RS10   | Renault EF1 1.5 V6t       | M      |
| Samson Shadow Racing Team     | 17  | Jan Lammers           | Shadow DN9     | Ford Cosworth DFV 3.0 V8  | G      |
| Interscope Shadow Racing Team | 18  | Elio de Angelis       | Shadow DN9     | Ford Cosworth DFV 3.0 V8  | G      |
| Olympus Cameras Wolf Racing   | 20  | Keke Rosberg          | Wolf WR8       | Ford Cosworth DFV 3.0 V8  | G      |
| Team Ensign                   | 22  | Patrick Gaillard      | Ensign N179    | Ford Cosworth DFV 3.0 V8  | G      |
| Team Merzario                 | 24  | Arturo Merzario       | Merzario A3    | Ford Cosworth DFV 3.0 V8  | G      |
| Ligier Gitanes                | 25  | Jacky Ickx            | Ligier JS11    | Ford Cosworth DFV 3.0 V8  | G      |
| Ligier Gitanes                | 26  | Jacques Laffite       | Ligier JS11    | Ford Cosworth DFV 3.0 V8  | G      |
| Albilad-Saudia Racing Team    | 27  | Alan Jones            | Williams FW07  | Ford Cosworth DFV 3.0 V8  | G      |
| Albilad-Saudia Racing Team    | 28  | Clay Regazzoni        | Williams FW07  | Ford Cosworth DFV 3.0 V8  | G      |
| Warsteiner Arrows Racing Team | 29  | Riccardo Patrese      | Arrows A2      | Ford Cosworth DFV 3.0 V8  | G      |
| Warsteiner Arrows Racing Team | 30  | Jochen Mass           | Arrows A2      | Ford Cosworth DFV 3.0 V8  | G      |
| Team Rebaque                  | 31  | Héctor Rebaque        | Lotus 79       | Ford Cosworth DFV 3.0 V8  | G      |
| Autodelta                     | 35  | Bruno Giacomelli      | Alfa Romeo 177 | Alfa Romeo 115-12 3.0 F12 | G      |

## Klassifikationen

### Startaufstellung
| Pos. | Fahrer                | Konstrukteur       | Zeit    | Ø-Geschwindigkeit | Start |
| ---- | --------------------- | ------------------ | ------- | ----------------- | ----- |
| 01   | Jean-Pierre Jabouille | Renault            | 1:07,19 | 203,602 km/h      | 01    |
| 02   | René Arnoux           | Renault            | 1:07,45 | 202,817 km/h      | 02    |
| 03   | Gilles Villeneuve     | Ferrari            | 1:07,65 | 202,217 km/h      | 03    |
| 04   | Nelson Piquet         | Brabham-Alfa Romeo | 1:08,13 | 200,793 km/h      | 04    |
| 05   | Jody Scheckter        | Ferrari            | 1:08,15 | 200,734 km/h      | 05    |
| 06   | Niki Lauda            | Brabham-Alfa Romeo | 1:08,20 | 200,587 km/h      | 06    |
| 07   | Alan Jones            | Williams-Ford      | 1:08,23 | 200,498 km/h      | 07    |
| 08   | Jacques Laffite       | Ligier-Ford        | 1:08,55 | 199,562 km/h      | 08    |
| 09   | Clay Regazzoni        | Williams-Ford      | 1:08,65 | 199,272 km/h      | 09    |
| 10   | Jean-Pierre Jarier    | Tyrrell-Ford       | 1:08,80 | 198,837 km/h      | 10    |
| 11   | Didier Pironi         | Tyrrell-Ford       | 1:08,95 | 198,405 km/h      | 11    |
| 12   | Mario Andretti        | Lotus-Ford         | 1:09,35 | 197,260 km/h      | 12    |
| 13   | Carlos Reutemann      | Lotus-Ford         | 1:09,36 | 197,232 km/h      | 13    |
| 14   | Jacky Ickx            | Ligier-Ford        | 1:09,68 | 196,326 km/h      | 14    |
| 15   | John Watson           | McLaren-Ford       | 1:09,97 | 195,512 km/h      | 15    |
| 16   | Keke Rosberg          | Wolf-Ford          | 1:10,15 | 195,011 km/h      | 16    |
| 17   | Bruno Giacomelli      | Alfa Romeo         | 1:10,59 | 193,795 km/h      | 17    |
| 18   | Emerson Fittipaldi    | Fittipaldi-Ford    | 1:10,61 | 193,740 km/h      | 18    |
| 19   | Riccardo Patrese      | Arrows-Ford        | 1:10,70 | 193,494 km/h      | 19    |
| 20   | Patrick Tambay        | McLaren-Ford       | 1:10,92 | 192,893 km/h      | 20    |
| 21   | Jan Lammers           | Shadow-Ford        | 1:11,14 | 192,297 km/h      | 21    |
| 22   | Jochen Mass           | Arrows-Ford        | 1:11,40 | 191,597 km/h      | 22    |
| 23   | Hans-Joachim Stuck    | ATS-Ford           | 1:11,75 | 190,662 km/h      | DNS   |
| 24   | Héctor Rebaque        | Lotus-Ford         | 1:11,97 | 190,079 km/h      | 23    |
| 25   | Elio de Angelis       | Shadow-Ford        | 1:12,23 | 189,395 km/h      | 24    |
| DNQ  | Patrick Gaillard      | Ensign-Ford        | 1:13,00 | 187,397 km/h      | –     |
| DNQ  | Arturo Merzario       | Merzario-Ford      | 1:14,95 | 182,522 km/h      | –     |

### Rennen
| Pos. | Fahrer                | Konstrukteur       | Runden | Stopps | Zeit       | Start | Schnellste Runde |
| ---- | --------------------- | ------------------ | ------ | ------ | ---------- | ----- | ---------------- |
| 01   | Jean-Pierre Jabouille | Renault            | 80     | 0      | 1:35:20,42 | 01    | 1:10,23          |
| 02   | Gilles Villeneuve     | Ferrari            | 80     | 0      | + 14,59    | 03    | 1:10,46          |
| 03   | René Arnoux           | Renault            | 80     | 0      | + 14,83    | 02    | 1:09,16 (71.)    |
| 04   | Alan Jones            | Williams-Ford      | 80     | 0      | + 36,61    | 07    | 1:10,44          |
| 05   | Jean-Pierre Jarier    | Tyrrell-Ford       | 80     | 0      | + 1:04,51  | 10    | 1:10,88          |
| 06   | Clay Regazzoni        | Williams-Ford      | 80     | 0      | + 1:05,51  | 09    | 1:10,83          |
| 07   | Jody Scheckter        | Ferrari            | 79     | 0      | + 1 Runde  | 05    | 1:10,84          |
| 08   | Jacques Laffite       | Ligier-Ford        | 79     | 0      | + 1 Runde  | 08    | 1:11,71          |
| 09   | Keke Rosberg          | Wolf-Ford          | 79     | 0      | + 1 Runde  | 16    | 1:12,12          |
| 10   | Patrick Tambay        | McLaren-Ford       | 78     | 0      | + 2 Runden | 20    | 1:12,33          |
| 11   | John Watson           | McLaren-Ford       | 78     | 0      | + 2 Runden | 15    | 1:11,52          |
| 12   | Héctor Rebaque        | Lotus-Ford         | 78     | 0      | + 2 Runden | 23    | 1:12,65          |
| 13   | Carlos Reutemann      | Lotus-Ford         | 77     | 0      | DNF        | 13    | 1:11,38          |
| 14   | Riccardo Patrese      | Arrows-Ford        | 77     | 0      | + 3 Runden | 19    | 1:13,22          |
| 15   | Jochen Mass           | Arrows-Ford        | 75     | 0      | + 5 Runden | 22    | 1:14,55          |
| 16   | Elio de Angelis       | Shadow-Ford        | 75     | 0      | + 5 Runden | 24    | 1:13,01          |
| 17   | Bruno Giacomelli      | Alfa Romeo         | 75     | 0      | + 5 Runden | 17    | 1:12,94          |
| 18   | Jan Lammers           | Shadow-Ford        | 73     | 0      | + 7 Runden | 21    | 1:13,30          |
| –    | Didier Pironi         | Tyrrell-Ford       | 71     | 0      | DNF        | 11    | 1:12,77          |
| –    | Emerson Fittipaldi    | Fittipaldi-Ford    | 54     | 0      | DNF        | 18    | 1:12,39          |
| –    | Nelson Piquet         | Brabham-Alfa Romeo | 52     | 0      | DNF        | 04    | 1:11,13          |
| –    | Mario Andretti        | Lotus-Ford         | 52     | 0      | DNF        | 12    | 1:12,68          |
| –    | Jacky Ickx            | Ligier-Ford        | 45     | 0      | DNF        | 14    | 1:13,33          |
| –    | Niki Lauda            | Brabham-Alfa Romeo | 23     | 0      | DNF        | 06    | 1:12,58          |

## WM-Stände nach dem Rennen
Die ersten sechs des Rennens bekamen 9, 6, 4, 3, 2 bzw. 1 Punkt(e). Es zählten nur die besten vier Ergebnisse aus den ersten sieben Rennen und die besten vier Ergebnisse aus den letzten acht Rennen. In der Konstrukteurswertung wurden alle Resultate gewertet. Streichresultate sind in Klammern gesetzt.

### Fahrerwertung
| Pos. | Fahrer                | Konstrukteur       | Punkte  |
| ---- | --------------------- | ------------------ | ------- |
| 01   | Jody Scheckter        | Ferrari            | 30 (34) |
| 02   | Jacques Laffite       | Ligier-Ford        | 24      |
| 03   | Gilles Villeneuve     | Ferrari            | 26      |
| 04   | Patrick Depailler     | Ligier-Ford        | 20 (22) |
| 05   | Carlos Reutemann      | Lotus-Ford         | 20 (25) |
| 06   | Mario Andretti        | Lotus-Ford         | 12      |
| 07   | Jean-Pierre Jabouille | Renault            | 9       |
| 08   | Jean-Pierre Jarier    | Tyrrell-Ford       | 9       |
| 09   | Didier Pironi         | Tyrrell-Ford       | 8       |
| 10   | John Watson           | McLaren-Ford       | 8       |
| 11   | Alan Jones            | Williams-Ford      | 7       |
| 12   | Clay Regazzoni        | Williams-Ford      | 7       |
| 13   | René Arnoux           | Renault            | 4       |
| 14   | Riccardo Patrese      | Arrows-Ford        | 2       |
| 15   | Niki Lauda            | Brabham-Alfa Romeo | 1       |

| Pos. | Fahrer             | Konstrukteur       | Punkte |
| ---- | ------------------ | ------------------ | ------ |
| 16   | Emerson Fittipaldi | Fittipaldi-Ford    | 1      |
| 17   | Jochen Mass        | Arrows-Ford        | 1      |
| 18   | Elio de Angelis    | Shadow-Ford        | 0      |
| 19   | Nelson Piquet      | Brabham-Alfa Romeo | 0      |
| 20   | Hans-Joachim Stuck | ATS-Ford           | 0      |
| 21   | James Hunt         | Wolf-Ford          | 0      |
| 22   | Keke Rosberg       | Wolf-Ford          | 0      |
| 23   | Patrick Tambay     | McLaren-Ford       | 0      |
| 24   | Jan Lammers        | Shadow-Ford        | 0      |
| 25   | Derek Daly         | Ensign-Ford        | 0      |
| 26   | Héctor Rebaque     | Lotus-Ford         | 0      |
| 27   | Bruno Giacomelli   | Alfa Romeo         | 0      |
| –    | Arturo Merzario    | Merzario-Ford      | 0      |
| –    | Jacky Ickx         | Ligier-Ford        | 0      |

### Konstrukteurswertung
| Pos. | Konstrukteur  | Punkte |
| ---- | ------------- | ------ |
| 01   | Ferrari       | 60     |
| 02   | Ligier-Ford   | 46     |
| 03   | Lotus-Ford    | 37     |
| 04   | Tyrrell-Ford  | 17     |
| 05   | Williams-Ford | 14     |
| 06   | Renault       | 13     |
| 07   | McLaren-Ford  | 8      |
| 08   | Arrows-Ford   | 3      |

| Pos. | Konstrukteur       | Punkte |
| ---- | ------------------ | ------ |
| 09   | Brabham-Alfa Romeo | 1      |
| 10   | Fittipaldi-Ford    | 1      |
| 11   | Shadow-Ford        | 0      |
| 12   | ATS-Ford           | 0      |
| 13   | Wolf-Ford          | 0      |
| 14   | Ensign-Ford        | 0      |
| 15   | Alfa Romeo         | 0      |
| –    | Merzario-Ford      | 0      |